# Identificiranje (psihologija)
Identificiranje na području psihologije (iz lat. idem: „u istom“, facere: „djelo“) doslovno znači „ravnati“. To označava proces poprimanja osjećaja drugog čovjeka. Primjer je identifikacije kazališni ili filmski glumac, koji se identificira s likom kojeg glumi, kao i gledatelj koji se također identificira (suživljava) s tim likom.

## Privreda
U privredi se pojam identifikacije često koristi u kontekstu identifikacije s poduzećem ili identifikacije s poslom kojim se osoba bavi. To ima veliki utjecaj na motivaciju i radni moral.